# Lin Colliard
Pour les articles homonymes, voir Colliard.
Lin Colliard, né le 28 août 1934 à Donnas et mort le 24 novembre 2010 à Aoste, est un historien italien.

## Biographie
Né à Donnas, après son mariage, il déménage à Chambave, village de sa femme, Carla Verthuy, enseignante. Ils ont deux filles : Marie-Rose et Francine.
Directeur des Archives historiques régionales de la Vallée d'Aoste, il publie en 1976 son œuvre principale, La culture valdôtaine au cours des siècles.

## Hommage
Une Journée Lin Colliard est organisée en sa mémoire le 26 novembre 2011, recueillant des contributions de la part des principaux historiens et historiographes valdôtains.